# Pierre Dupuis

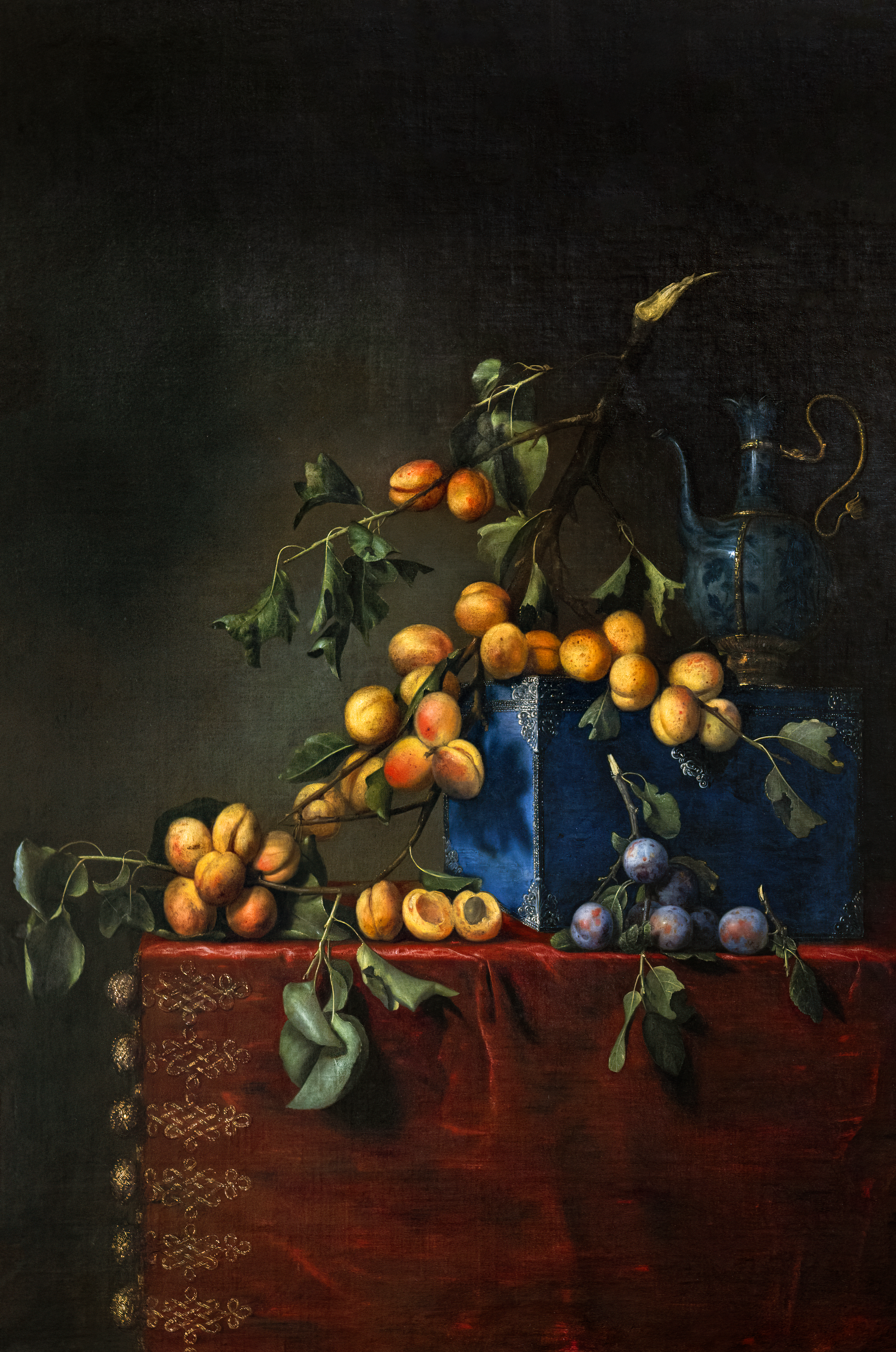
Bodegón con ramas de albaricoque y ciruela

Pierre Dupuis o Pierre marc (Montfort-l'Amaury, 3 de marzo de 1610-París, 18 de febrero de 1682) fue un pintor francés especializado en la pintura de bodegones. 
Viajó a Italia en 1637 donde conoció a Pierre Mignard. En 1663 ingresó en la Real Academia de Pintura y Escultura. Sus bodegones y pinturas de flores, muy valoradas en su época, muestran la influencia de Jacques Linard (1600-1645) y Louise Moillon (1610-1696), marcados por el riguroso carácter de las pinturas de Europa del norte y la religión protestante. 
- Datos: Q3384873
- Multimedia: Pierre Dupuis / Q3384873